# Јован Деметровић
Јован Деметровић (Земун, XIX век) био је српски сликар и иконописац.

## Дело
Јован Деметровић је имао за учитеља Константина Лекића. У капели епископског двора у Темишвару налази се једини познат рад Јована Деметровића. То је икона Светог Димитрија из 1832. Од 1837. Деметровић живи у Београду. Последњи пут се помиње 1878.